# Igor Yakushchenko
Igor Yakushchenko (*  1985 in der Ukraine) ist ein ukrainischer Koch.

## Werdegang
Yakushchenko kam mit 15 Jahren nach Deutschland und absolvierte die Koch-Ausbildung im Burghotel Falkenstein in Pfronten. Dort kochte er sechs Jahre, zuletzt als Souschef. Es folgten Stationen im Bergkritall Oberstaufen im Sonnenalp Resort im Sternerestaurant Silberdistel.
2018 wurde er Küchenchef im Fisch-Restaurant Le Corange in Mannheim, das mit einen Michelinstern ausgezeichnet wurde.
Im Oktober 2022 wurde Küchenchef im Restaurant Tawa Yama in Karlsruhe, das unter ihm weiter mit einem Michelinstern ausgezeichnet wurde. Im Mai 2025 musste das Restaurant Insolvenz anmelden.
Er kombiniert asiatische Küche mit der französischen Haute Cuisine.

## Auszeichnungen
- 2019: Ein Michelinstern für das Restaurant Le Corange in Mannheim[3]
- 2023: Ein Michelinstern für das Restaurant Tawa Yama in Karlsruhe[4]